# Université des Arts de Zurich
L'université des Arts de Zurich (anciennement Haute École d'art de Zurich), appelée en allemand Zürcher Hochschule der Künste, ZHdK, et en anglais Zurich University of the Arts, est une université et l'une des meilleures[réf. nécessaire] écoles d'art de Suisse.
L'école est née sous sa forme actuelle en 2007 de la fusion de l'ancienne Haute école de musique et de théâtre avec l'École d'arts appliqués (Kunstgewerbeschule) fondée par la ville de Zurich en 1878.
Elle est composée de cinq départements : film et théâtre, design, théorie et pédagogie, art et médias, musique. Elle comprend également des études digitales, de vidéo (CAST), de journalisme culturel, de théorie et d'histoire de l'art. 

## Historique

### 1998 – HGKZ, officialisation du statut de Haute école
En 1998, devenant une Haute école spécialisée, la Schule für Gestaltung Zürich SfGZ est nommée Hochschule für Gestaltung und Kunst HGKZ (en anglais : Zurich University of Design and Art).

### 2007 – ZHdK, fusion des écoles d'art
En 2007, la HGKZ fusionne avec la Haute école de musique et de théâtre pour former la Zürcher Hochschule der Künste ZHdK (Haute École d'art de Zurich, en anglais : Zurich University of the Arts). Avec cette fusion, la ZHdK devient l'une des principales universités artistiques en Suisse et prend en 2020 le nom d'université, pour pouvoir délivrer des doctorats : Université des Arts de Zurich. En 2014, la ZHdK emménage sur le nouveau campus du Toni-Areal, ce qui permet de réunir toutes les disciplines sur un site. 
Depuis fin 2008 jusqu'à l'automne 2022, la ZHdK est présidée par l'historien Thomas D. Meier (de), qui était auparavant directeur de la Haute école des arts de Berne. Depuis le 1er octobre 2022, l'université est présidée par l'artiste autrichienne Karin Mairitsch (de).  

## Principaux professeurs
- Dr. Thomas Meier, Muséologie, par ailleurs président de l'université
- Dr. Dieter Mersch, philosophe des sciences et de l'art
- Prof. Christoph Weckerle, spécialiste des politiques culturelles
- Dr. Martin Zimper, spécialiste des communications numériques
- Margarete Jahrmann, nouveaux médias, Interaction Design.
- Florian Dombois, approches pluridisciplinaires

## Anciens élèves
- Rudolf Lutz, musicien, compositeur et chef d'orchestre
- Ruth Erdt, photographe (dans les années 1980)
- Sasha Huber, artiste multidisciplinaire (diplômée en 1996)
- Vicky Krieps, actrice (2005-2009)
- Sebastian Bohren, violoniste